# Астраханський район
Астраха́нський район (каз. Астрахан ауданы, рос. Астраханский район) — адміністративна одиниця у складі Акмолинської області Казахстану. Адміністративний центр — село Астраханка.

## Населення
Населення — 20281 особа (2021; 27419 у 2009, 32980 в 1999, 43268 у 1989).
Національний склад (станом на 2016 рік):
- казахи — 9852 особи (40,80 %)
- росіяни — 7966 осіб (32,99 %)
- німці — 1587 осіб (6,57 %)
- українці — 1554 особи (6,44 %)
- поляки — 1389 осіб (5,75 %)
- білоруси — 562 особи
- татари — 436 осіб
- інгуші — 239 осіб
- чеченці — 82 особи
- башкири — 60 осіб
- вірмени — 55 осіб
- азербайджанці — 50 осіб
- молдовани — 47 осіб
- удмурти — 42 особи
- корейці — 39 осіб
- марійці — 37 осіб
- мордва — 15 осіб
- інші — 137 осіб

## Історія
Новочеркаський район з центром у селищі Новочеркаський був утворений 29 липня 1936 року у складі Карагандинської області з частини Калінінського району.
31 березня 1937 року до складу Ново-Черкаського району увійшла Жарсуатська сільрада Калінінського району Північноказахстанської області.
14 жовтня 1939 року район увійшов до складу новоствореної Акмолинської області.
З 1964 року має сучасну назву.

## Склад
До складу району входять 1 сільська адміністрація та 11 сільських округів:
| Поселення                         | Площа, км² | Населення, осіб (1989) | Населення, осіб (1999) | Населення, осіб (2009) | Населення, осіб (2021) | Центр          | Населені пункти |
| --------------------------------- | ---------- | ---------------------- | ---------------------- | ---------------------- | ---------------------- | -------------- | --------------- |
| Каменська сільська адміністрація  | -          | 1566                   | 1023                   | 863                    | 553                    | Каменка        | 1               |
| Астраханський сільський округ     | -          | 8177                   | 7127                   | 6716                   | 6336                   | Астраханка     | 3               |
| Єсільський сільський округ        | -          | 3611                   | 2601                   | 1906                   | 1134                   | Зелене         | 3               |
| Жалтирський сільський округ       | -          | 8953                   | 6733                   | 5490                   | 3872                   | Жалтир         | 4               |
| Кизилжарський сільський округ     | -          | 2861                   | 2395                   | 1785                   | 1145                   | Жана-Турмис    | 3               |
| Колутонський сільський округ      | -          | 2076                   | 1630                   | 1145                   | 577                    | Колутон        | 2               |
| Ніколаєвський сільський округ     | -          | 2170                   | 1793                   | 1638                   | 1232                   | Петровка       | 3               |
| Новочеркаський сільський округ    | -          | 2629                   | 2334                   | 2021                   | 1430                   | Новочеркаське  | 3               |
| Острогорський сільський округ     | -          | 1711                   | 1136                   | 940                    | 624                    | Новий Колутон  | 2               |
| Первомайський сільський округ     | -          | 3456                   | 2742                   | 2693                   | 2059                   | Первомайка     | 3               |
| Староколутонський сільський округ | -          | 2483                   | 2022                   | 1462                   | 888                    | Старий Колутон | 4               |
| Узункольський сільський округ     | -          | 3575                   | 1444                   | 760                    | 431                    | Узунколь       | 3               |

## Найбільші населені пункти
Населені пункти з чисельністю населення понад 1000 осіб:
| № | Населений пункт | Населення, осіб (1989) | Населення, осіб (1999) | Населення, осіб (2009) | Населення, осіб (2021) |
| - | --------------- | ---------------------- | ---------------------- | ---------------------- | ---------------------- |
| 1 | Астраханка      | 7 488                  | 6 566                  | 6 313                  | 6 070                  |
| 2 | Жалтир          | 6 177                  | 5 203                  | 4 804                  | 3 552                  |
| 3 | Первомайка      | 1 889                  | 1 385                  | 1 388                  | 1 080                  |